# Acción Democrática Nacional (Ecuador)
La Acción Democrática Nacional (ADN) es un movimiento político ecuatoriano fundado en 2021. Fue habilitado oficialmente por el organismo electoral ecuatoriano en mayo de 2024, siéndole otorgada la lista 7. Desde 2022, ha fungido como plataforma política personal de Daniel Noboa; es así que, al aún no estar habilitado el movimiento para las elecciones presidenciales de 2023, se inscribió la candidatura de Noboa con ADN fungiendo como coalición política, conformada por los movimientos Pueblo, Igualdad y Democracia (PID) y MOVER. Noboa fue electo en dichos comicios, por lo que, desde noviembre de 2023, es el partido de gobierno del país.

## Historia

### Origen
Leonardo Cortázar, operario político de larga trayectoria, tras haber sido suprimida Libertad es Pueblo, agrupación política en la que militaba, creó un nuevo colectivo político, llamado Acción Democrática Nacional (ADN). En las elecciones presidenciales de 2021, ADN apoyó a la coalición Unión por la Esperanza (UNES), y a su candidato presidencial, Andrés Arauz.  Paralelamente, en las simultáneas elecciones legislativas, Daniel Noboa, empresario e hijo de Álvaro Noboa, fue electo asambleísta en las elecciones legislativas de 2021, por el movimiento político Ecuatoriano Unido, tienda política de Edwin Moreno, hermano del expresidente Lenín Moreno. Tras dichos comicios, la plataforma inicial de ADN pasó a manos de Noboa, con una nueva imagen, con la que empezó a recorrer el país desde octubre de 2022, haciendo proselitismo, con miras a lanzar una candidatura presidencial para las elecciones de 2025. Es así que ADN empezó su proceso de inscripción en el Consejo Nacional Electoral (CNE), el 13 de octubre del 2022.
Para mayo de 2023, el gobierno de Guillermo Lasso, decretó la «muerte cruzada», con la que convocó a elecciones extraordinarias, para agosto de 2023. Noboa decidió presentarse a dichos comicios, pero como ADN aún estaba en proceso de inscripción en el CNE, decidió presentar su candidatura con el apoyo de los movimientos Pueblo, Igualdad y Democracia (PID) y MOVER. La coalición política fue inscrita con el nombre de la agrupación política de Noboa. La candidatura de Daniel Noboa se encontraba muy rezagada en los sondeos de intención de voto, hallándose entre el quinto y el sexto lugar, no obstante, tras el debate electoral, Noboa despuntó en las encuestas, logrando el segundo lugar en la primera vuelta electoral. En las simultáneas elecciones legislativas, ADN obtuvo 14 escaños, debido al arrastre de votación de Noboa. Para el balotaje, la candidatura de Noboa aglutinó todo el voto "anticorreísta", siendo electo con el 51,83% de votos.

### Gobierno de Daniel Noboa
Al contar con una minoría legislativa, el oficialismo sumó apoyos con partidos con escasa representación parlamentaria, como SUMA, Avanza, RETO, AMIGO, Democracia Sí, Centro Democrático (CD), así como movimientos provinciales. Tras negociaciones, la alianza oficialista consiguió una bancada de 25 legisladores, mientras que, mediante acuerdo legislativo con el Movimiento Revolución Ciudadana (RC) y el Partido Social Cristiano (PSC), obtuvo la segunda vicepresidencia del parlamento, con Eckenner Recalde.
El 23 de noviembre de 2023, Daniel Noboa asumió la presidencia de Ecuador por un periodo de 18 meses, completando el mandato inconcluso del presidente saliente Guillermo Lasso. El Gobierno de Daniel Noboa inició con una alta popularidad, gracias a la repercusión mediática de la decisión gubernamental, de llamar «conflicto armado» a la escalada de la crisis de seguridad que enfrenta Ecuador. En el ámbito económico, Noboa mantuvo las políticas neoliberales de Lasso, además de agudizarse la crisis energética que azota al país desde el 2023. Aquello, junto con la persistencia de la criminalidad, mantienen a la economía ecuatoriana estancada, llegando incluso a decrecer. Todo esto, junto con la desatención a la salud y la educación pública, han erosionado la imagen de Noboa, no obstante, desde el inicio de su mandato, anunció que buscará la reelección.
En enero de 2024, el asambleísta Eckenner Recalde de la bancada de ADN, presenta una solicitud de juicio político contra Esteban Bernal, exministro de Inclusión Económica y Social del gobierno de Guillermo Lasso. El 25 de enero de 2024, Bernal fue censurado por el parlamento con los votos de las bancadas de la Revolución Ciudadana y el Partido Social Cristiano.
El 23 de mayo de 2024, el CNE inscribió a ADN en el registro electoral, otorgándole la Lista 7, que había pertenecido anteriormente al Partido Renovador Institucional Acción Nacional (PRIAN) y al Partido Adelante Ecuatoriano Adelante, ambos liderados por Álvaro Noboa.

## Directiva
| Presidente                   | Presidente                   | Período                                  | Vicepresidente            | Secretario                    | Ref.   |
| ---------------------------- | ---------------------------- | ---------------------------------------- | ------------------------- | ----------------------------- | ------ |
| María Beatriz Moreno Heredia | María Beatriz Moreno Heredia | 23 de mayo de 2024 - 30 de julio de 2025 | 1.- Michele Sensi-Contugi | María Gabriela Cordero Correa | [ 25 ] |
| María Beatriz Moreno Heredia | María Beatriz Moreno Heredia | 23 de mayo de 2024 - 30 de julio de 2025 | 2.- Lavinia Valbonesi     | María Gabriela Cordero Correa | [ 25 ] |
| Daniel Noboa                 | Daniel Noboa Azín            | 30 de julio de 2025-presente             | Michele Sensi-Contugi     | Mishel Mancheno               | [ 26 ] |

## Resultados electorales

### Elecciones presidenciales
|  | 23.47 % |

|  | 51.83 % |

|  | 44.17 % |

|  | 55.63 % |

### Elecciones legislativas
|  | 14.77 % |

|  | 43.34 % |

### Parlamento Andino
| Año  | Parlamento Andino  | Parlamento Andino | Parlamento Andino | Parlamento Andino | Parlamento Andino | Notas |
| Año  | Cabeza de Lista    | Votos             | %                 | Escaños           | Posición          | Notas |
| ---- | ------------------ | ----------------- | ----------------- | ----------------- | ----------------- | ----- |
| 2025 | Dennisse Bohorquez | 3 908 340         | \| \| 42.58 % \|  | 3/5               | 1°                |       |
|      | 42.58 %            |                   |                   |                   |                   |       |